# Boekel (gemeente)
Boekel (uitspraakⓘ) is een gemeente op de Peelrand in het oostelijk deel van de Nederlandse provincie Noord-Brabant. Naast de hoofdplaats Boekel liggen in de gemeente ook de kernen Venhorst en Huize Padua.
De naam van de gemeente verwijst naar een boom, de beuk.

## Geschiedenis

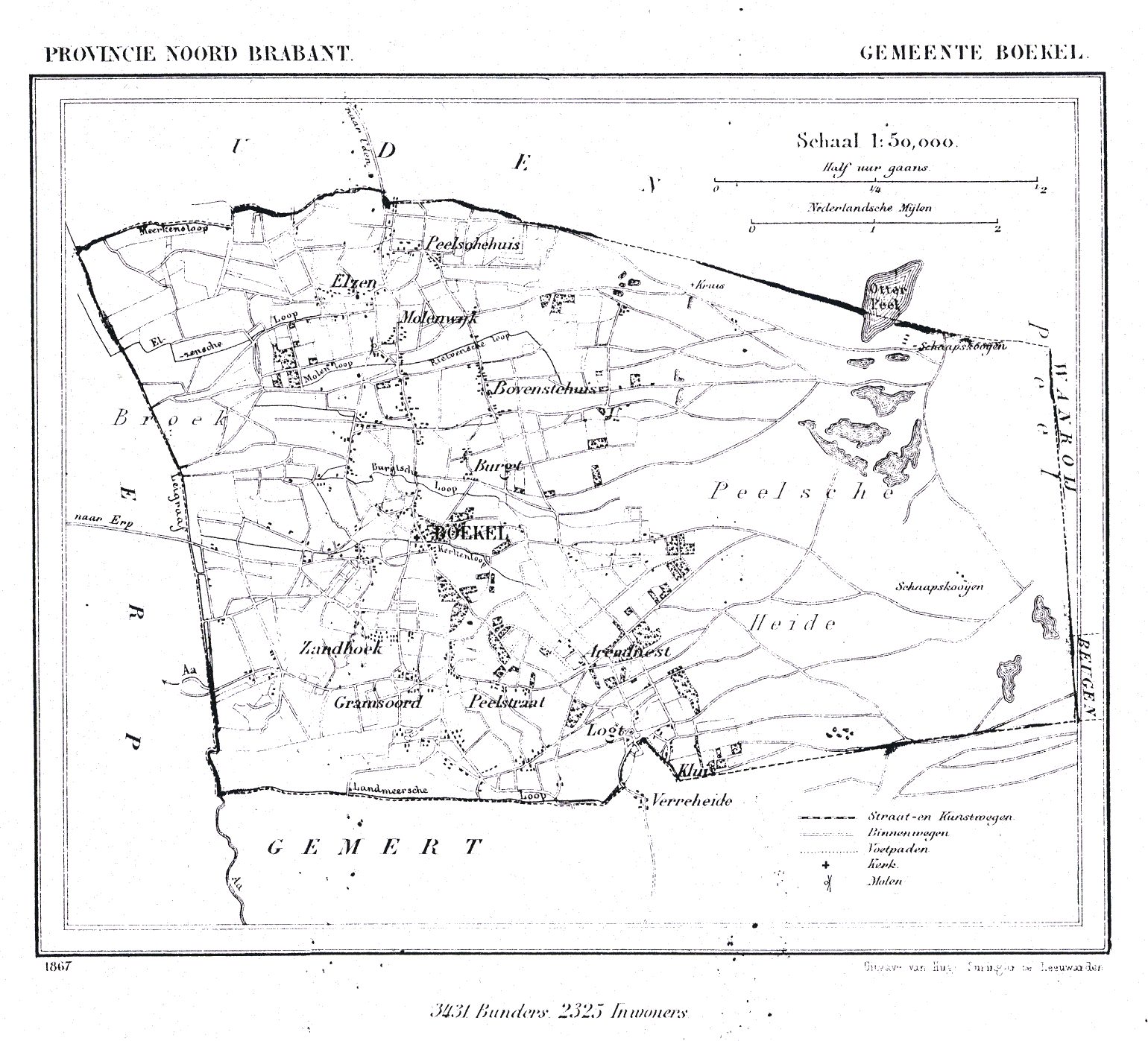
Boekel in 1867

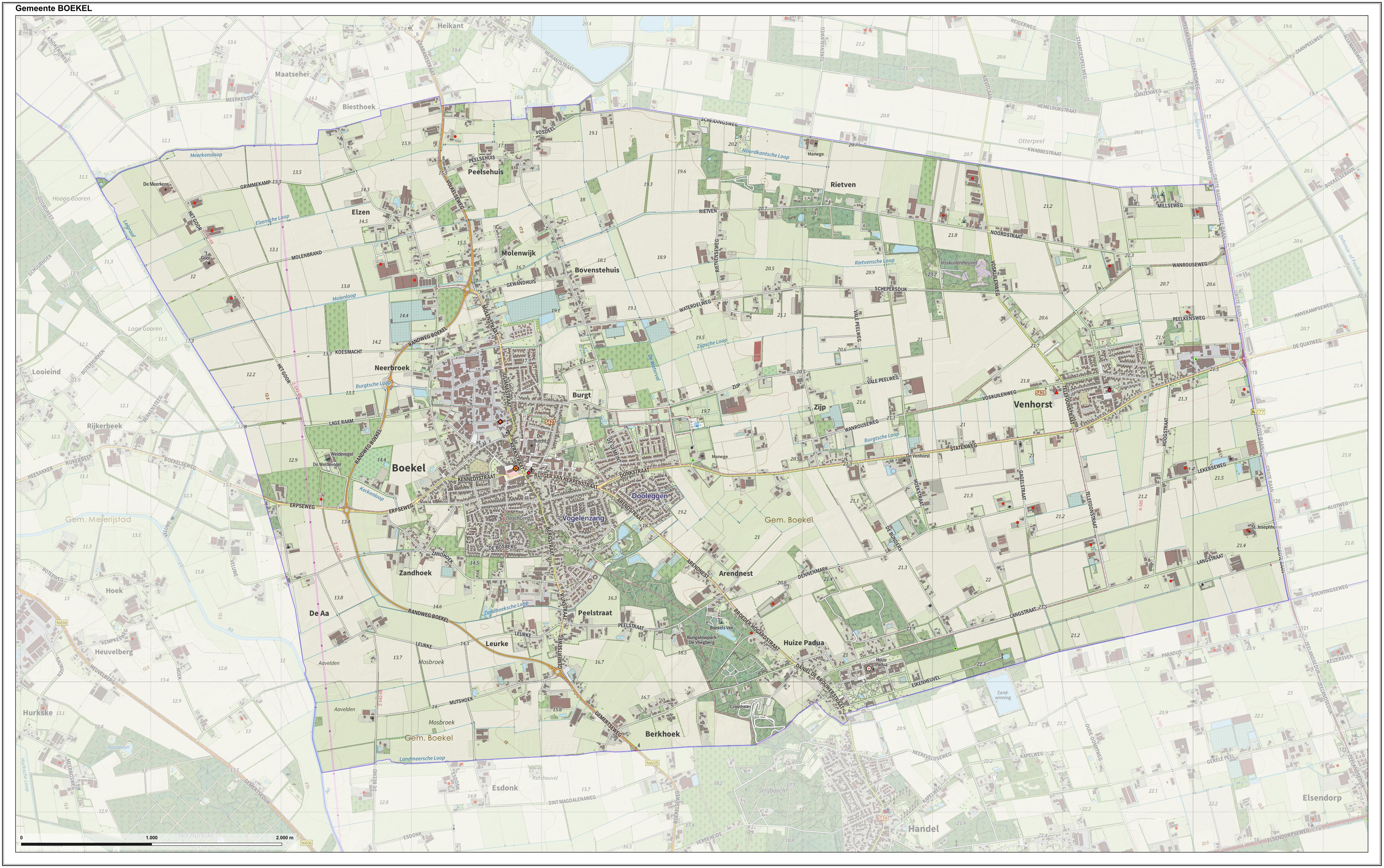
Topografische gemeentekaart van Boekel, per september 2022

Het territorium van de gemeente behoorde vroeger tot het Land van Ravenstein en in de tijd van de Republiek der Verenigde Nederlanden heerste er godsdienstvrijheid. Hierdoor ontstond de kern Huize Padua. De geschiedenis van dit gebied wordt beschreven bij de plaats Boekel.
Toen de Peel in oostelijke richting werd ontgonnen ontstond de kern Venhorst.
De gemeente Boekel kwam tot stand in 1810. Voor die tijd vormde Boekel een bestuurlijke eenheid met Uden en Zeeland.
In 2020 is Boekel zeer zwaar getroffen door COVID-19 met op 10.000 inwoners, 21 sterfgevallen.

## Wapen
Het gemeentewapen van Boekel werd verleend op 14 oktober 1818. Er is een kerkgebouw op afgebeeld. Hoewel niet zeker is om welke kerk het gaat, betreft het waarschijnlijk de Oude kerk, zijnde de grenskerk die in Boekel ten behoeve van de inwoners van Erp was opgericht en dienstdeed in de jaren 1648-1672. Deze is aangegeven op de Meierijkaart van Hendrik Verhees.

## Gemeenschappelijke regelingen
In 1935 maakte Boekel deel uit van de "Peelgemeenschap". Dit was een samenwerkingsverband van de gemeenten Bakel, Boekel, Gemert, Mill, Oploo, Uden, Wanroij en Zeeland met als doel om de ontsluiting van de Noord-Brabantse Peel te bevorderen.
Van veel recenter datum is de indeling van de gemeente Boekel bij de nieuwe stedelijke regio Uden-Veghel. Deze stedelijke regio is een nawerking van de gemeentelijke herindelingen uit de jaren ’90 van de 20e eeuw. In 1993 waren er plannen om te komen tot een samenvoeging van de gemeenten Boekel, Uden en Veghel, waartoe in 1995 het startsein werd gegeven. De samenvoeging ging echter niet door. In september 1997 werd door de Eerste kamer besloten, dat de drie gemeenten zelfstandig zouden blijven.
Boekel is sinds 2004 de eerste gemeente in Nederland zonder welstandscommissie.
Op initiatief van de gemeente zijn in 2013 alle woningen en bedrijven, inclusief het hele buitengebied, voorzien van een glasvezelverbinding. Dit is een primeur in Nederland en een voorbeeld voor andere plattelandgemeenten.
Het in de gemeente Boekel gelegen 'Ecodorp Boekel' heeft in 2014 de Experimentstatus van de Crisis- en herstelwet gekregen. Alle gebouwen op het terrein van Ecodorp Boekel mogen uitzondering vormen op het bouwbesluit en als deze uitzonderingen in de praktijk goed bevallen, worden deze opgenomen in het toekomstige bouwbesluit.

## Politiek

### Gemeenteraad
Hieronder de behaalde zetels per partij bij de gemeenteraadsverkiezingen sinds 1982:
| Democratische Onafhankelijke Partij | 2  | 2  | 3  | 2  | 2  | 2  | 4  | 3      | 4      | 3      | 5      |
| CDA                                 | -  | 5  | 5  | 5  | 5  | 4  | 4  | 3      | 4      | 7      | 4      |
| Gemeenschapsbelang Venhorst-Boekel  | 1  | 3  | 3  | 3  | 2  | 3  | 3  | 3      | 4      | 4      | 4      |
| VVD                                 | -  | -  | -  | -  | -  | -  | -  | 2      | 2      | 1      | 2      |
| Boekel’s Welzijn                    | -  | 1  | 1  | 1  | 2  | 3  | 2  | 2      | 1      | -      | -      |
| Werknemersbelang                    | -  | 2  | 1  | 2  | 2  | 1  | -  | -      | -      | -      | -      |
| Lijst-Donkers                       | 4  | -  | -  | -  | -  | -  | -  | -      | -      | -      | -      |
| Lijst-Van den Hove                  | 3  | -  | -  | -  | -  | -  | -  | -      | -      | -      | -      |
| Middengroep Werknemers Combinatie   | 3  | -  | -  | -  | -  | -  | -  | -      | -      | -      | -      |
| Totaal                              | 13 | 13 | 13 | 13 | 13 | 13 | 13 | 13     | 15     | 15     | 15     |
| Opkomst                             |    |    |    |    |    |    |    | 60,04% | 58,64% | 58,23% | 53,91% |

## Aangrenzende gemeenten
| Aangrenzende gemeenten | Aangrenzende gemeenten | Aangrenzende gemeenten | Aangrenzende gemeenten | Aangrenzende gemeenten |
| ---------------------- | ---------------------- | ---------------------- | ---------------------- | ---------------------- |
|                        |                        | Maashorst              |                        |                        |
|                        |                        |                        |                        |                        |
| Meierijstad            | Land van Cuijk         |                        |                        |                        |
|                        |                        |                        |                        |                        |
|                        |                        | Gemert-Bakel           |                        |                        |

## Monumenten
In de gemeente zijn er een aantal rijksmonumenten, gemeentelijke monumenten en een oorlogsmonument, zie:
- Lijst van rijksmonumenten in Boekel
- Lijst van gemeentelijke monumenten in Boekel
- Lijst van oorlogsmonumenten in Boekel

## Kunst in de openbare ruimte
In de gemeente Boekel zijn diverse beelden, sculpturen en objecten geplaatst in de openbare ruimte, zie:
- Lijst van beelden in Boekel

## Voetnoot
1. ↑  Kaart Gebiedspaspoorten/Kenmerken - Provincie Noord-Brabant
2. ↑  Geschiedenis van Brabant : van het hertogdom tot heden. Waanders, Zwolle (cop. 2004). ISBN 90-8526-101-5.
3. ↑  ‘Na 7 jaar welstandsvrij bouwen geen schendigen in straatbeeld’